# 대한민국 여자 풋살 국가대표팀
대한민국 여자 풋살 국가대표팀은 대한민국의 풋살 대표팀이다.